# Lambeth Palace

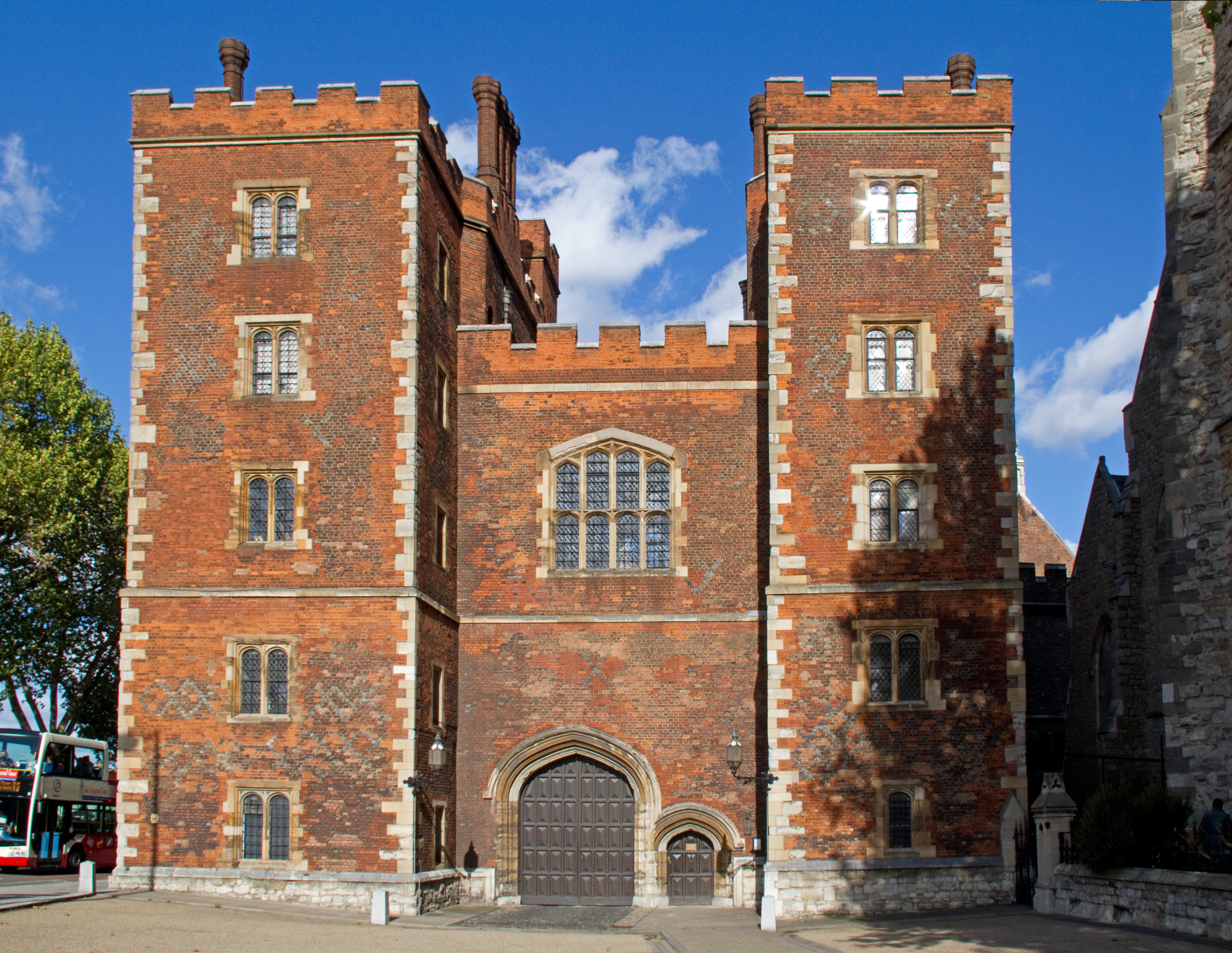
Lambeth Palace

Lambeth Palace is de officiële residentie van de aartsbisschop van Canterbury, gelegen in de Britse hoofdstad Londen, in de borough Lambeth. Het gebouw ligt op de zuidoever van de Theems, ten zuidoosten van het Palace of Westminster. Het gebouw, dat in vroegere tijden ook bekendstond onder de namen Manor of Lambeth en  Lambeth House, huisvest in zijn bibliotheek tevens de grootste collectie documenten van de Anglicaanse Kerk.

## Geschiedenis

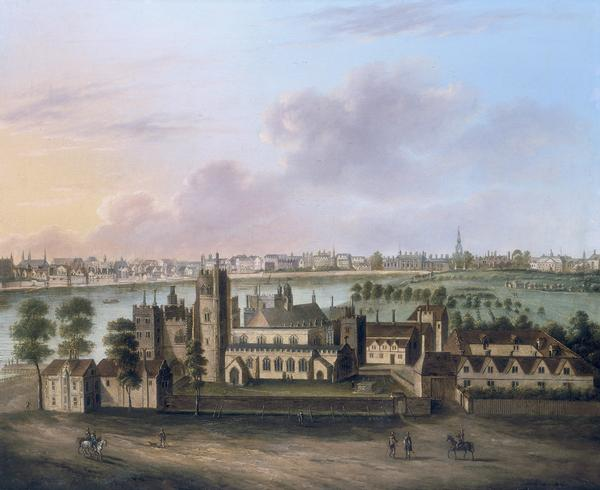
Lambeth Palace circa 1685.

Lambeth Palace is sinds 1200 in het bezit van de kerk. Tijdens de Engelse Boerenopstand van 1381 was het paleis een van de gebouwen die aangevallen werd door de rebellen. Vandaag de dag is het oudste nog resterende gedeelte van Lambeth Palace de Engels gotische kapel, de Lollards Tower genaamd. Deze dateert uit 1435-1440, en was in de 17e eeuw nog in gebruik als gevangenis. De voorzijde van het paleis werd gebouwd in 1495 in opdracht van kardinaal John Morton, en bestaat uit een bakstenen gebouw in vroege Tudorstijl.
Kardinaal Pole lag na zijn dood in 1558 40 dagen opgebaard in het paleis. De ridderzaal van het paleis werd tijdens de Engelse Burgeroorlog geplunderd door troepen van Oliver Cromwell. Na de restauratie werd de zaal volledig herbouwd in opdracht van aartsbisschop William Juxon. Hierbij werd onder andere een laat-gotisch dak toegevoegd; een stukje architectuur dat reeds 100 jaar niet was gebruikt. In 1834 werd het paleis uitgebreid door Edward Blore, dezelfde architect die ook het grootste deel van Buckingham Palace herbouwde.
Vandaag de dag heeft Lambeth Palace de hoogst mogelijke notering op de Statutory List of Buildings of Special Architectural or Historic Interest; Grade 1.
Tussen de portretten van de aartsbisschoppen die in het paleis hangen, zitten onder andere werken van Hans Holbein, Anthony van Dyck, William Hogarth en Sir Joshua Reynolds.

## Bibliotheek
Lambeth Palace bevat onder andere de Lambeth Palace Library, de officiële bibliotheek van de aartsbisschop van Canterbury, en primaire opslaglocatie voor documenten van de Anglicaanse kerk, waarvan de oudste documenten dateren uit de 9e eeuw. De bibliotheek werd in 1610 gesticht door Richard Bancroft als openbare bibliotheek. De bibliotheek bevat in totaal meer dan 120.000 boeken, met behalve kerkelijke documenten ook materiaal over uiteenlopende onderwerpen als geschiedenis (zowel sociaal als economisch), kunst en architectuur.

## Afbeeldingen

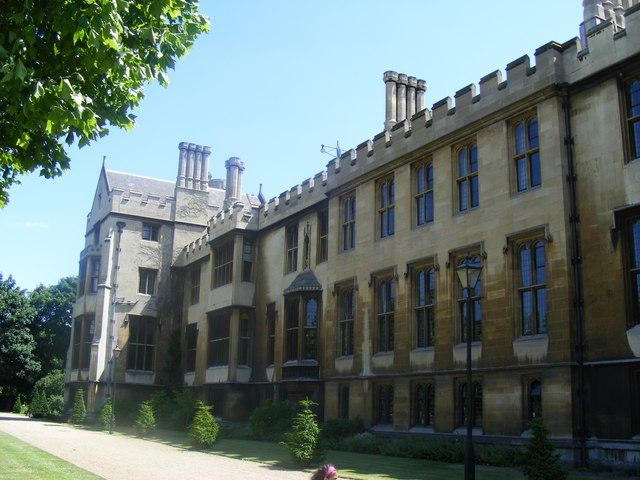
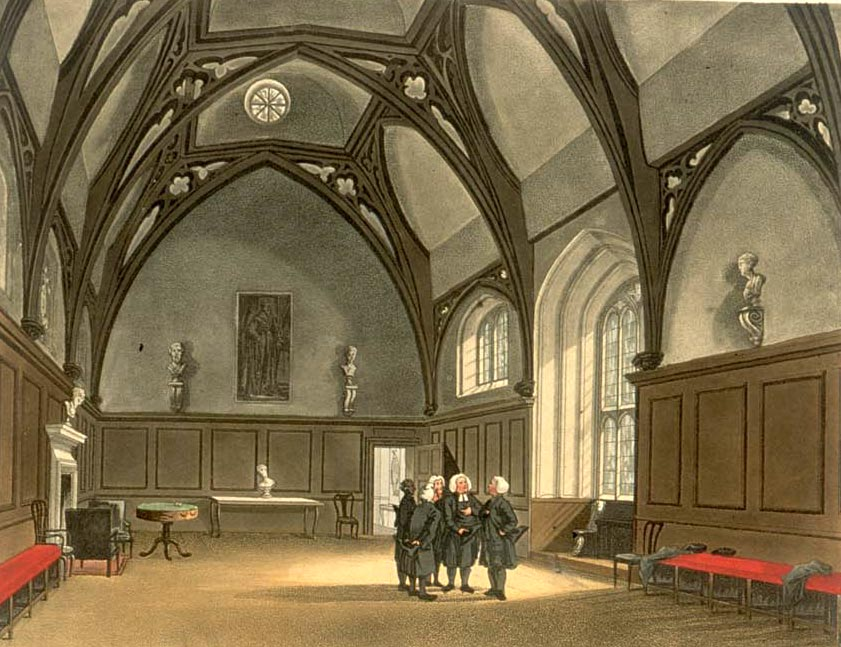
De Guard Room
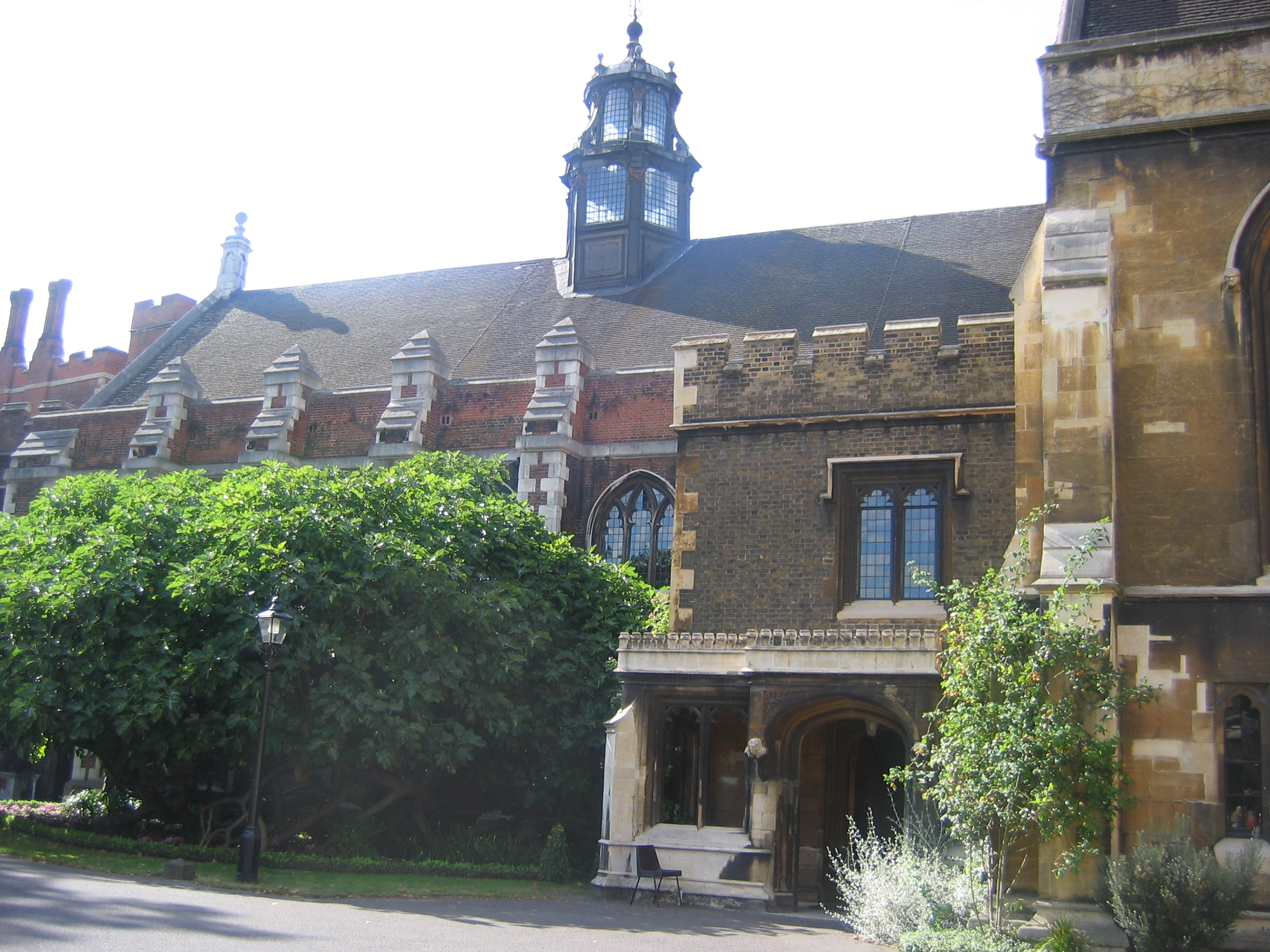
De ridderzaal met Kardinaal Pole’s boom op de voorgrond.
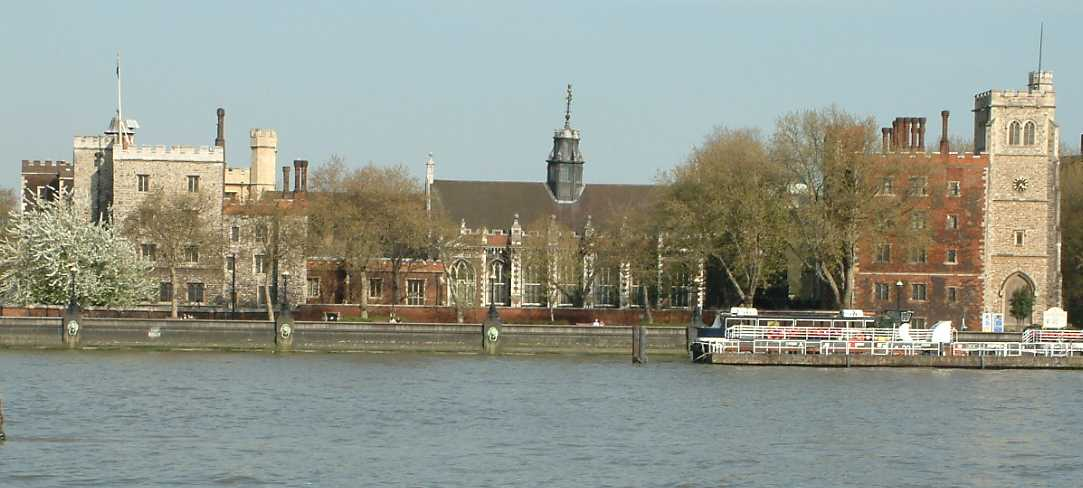
Lambeth Palace, gezien vanaf de noordoever van de Theems.
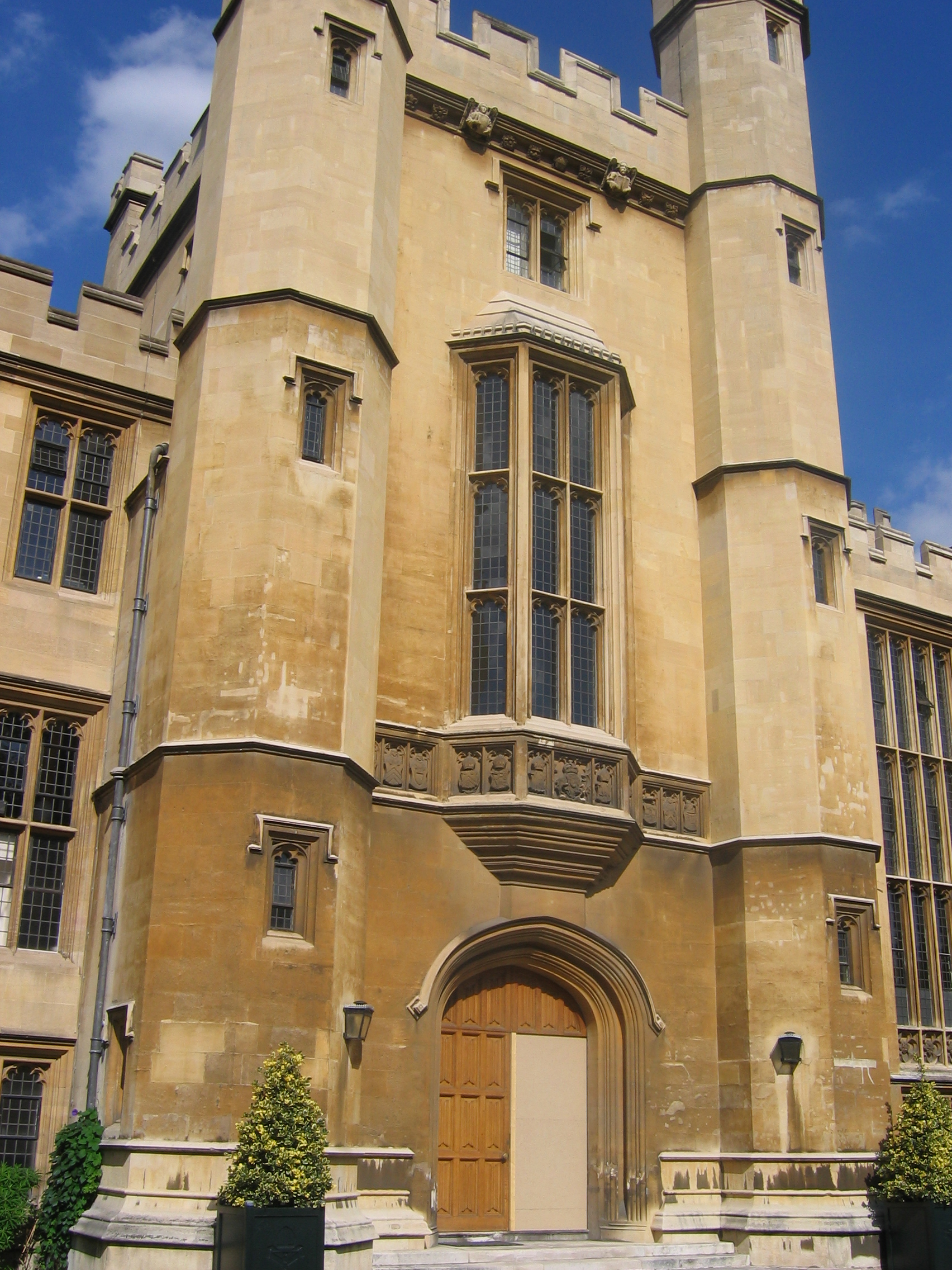
Hoofdingang